# Anne Hvidsten
Pour les articles homonymes, voir Hvidsten.
Anne Hvidsten est une chanteuse norvégienne.

## Biographie
Anne Hvidsten est née le 17 août 1981 à Fonnes. Elle sort son premier album Need to know en 2004 puis fait une pause pour se marier et avoir un enfant.

## Discographie
- Need to know (2004) :

1. Disconnection
2. Star
3. Stay with Me
4. Need to know
5. Told you so
6. Falling
7. What does it take
8. Arrow
9. Struggle against time
10. Tonight
11. Some kind Of angel

## Sites Internet
- Site officiel
- MySpace de Anne Hvidsten
- MySpace Music de Anne Hvidsten